# Т-51
Т-51 — проєкт легкого танка, що розроблявся КБ заводу № 185в рамках теми «Замок» в 1937—1938 рр.

## Історія розробки
Наприкінці 1937 года АБТУ видало КБ заводу № 185 під керівництвом в. о. начальника Россі завдання на розробку ескізного проєкту легкого двомісного колісно-гусеничного неплаваючого танка «для далекої розвідки та глибоких рейдів кінно-механізованих груп». Завдання обмежувало масу танка 8 тоннами та передбачало компоновку по типу танків Крісті та озброєння, що складається з 12,7-мм кулемета ДК (боєкомплект 500 патронів), спареного з 7,62-мм кулеметом ДТ (боєкомплект 2500 патронів). За зразок ходової частини пропонувалося прийняти ходову частину шведського танка Landsverk L-30, у якому перехід з гусеничного ходу на колісний здійснювався екіпажем без покидання машини — колеса опускалися і піднімалися на спеціальних важелях.
У січні технічне завдання за клопотанням начальника АБТУ Д. Павлова було змінено — пропонувалося посилити озброєння по типу танків БТ (45-мм напівавтоматична або 37-мм автоматична гармата). У випадку встановлення 45-мм напівавтомата екіпаж слід було доповнити третім членом, заряджаючим. Внаслідок цих змін маса танка зросла, і використання ходової частини за типом танка L-30 стало неможливим, внаслідок чого роботи по проєкту були згорнуті, і почалася розробка проєкту Т-116.